# 柴田宗意
柴田 宗意（しばた むねもと、寛永14年（1637年） - 宝永3年8月9日（1706年9月15日））は、江戸時代前期の仙台藩重臣。通称、中務または内蔵、のちに但馬。諱は初め成朝、のち朝成、後年宗意に改めた。

## 生涯
仙台藩重臣で奉行（国家老）を務めた柴田朝意の嫡男として誕生する。幼名は千之助または丑王丸。母は朝意の正室、申（おさるの方、秀養院）だが、寛永17年（1640年）、宗意４歳の時に死去。
寛文11年（1671年）3月27日、父・朝意が、江戸の大老酒井忠清邸において、寛文事件（伊達騒動）に絡む刃傷沙汰に巻き込まれ死亡する。6月、柴田家の家督を相続し、即日奉行（国家老）に就任する。
天和元年（1681年）、寛文事件で改易となった原田家の旧領柴田郡に移封し、知行5,000石を拝領。船岡要害に居城。
元禄5年（1692年）5月、奉行職を辞して隠居。嫡男の宗僚に家督を継がせた。
元禄7年（1694年）、甥の真山庄次郎（異母弟・真山輔義の息子）を自身の養子とする。元禄9年（1696年）、嫡男の宗僚が、子がなく早世したため、この庄次郎改め柴田宗理に柴田家の家督を継がせた。
宝永3年（1706年）8月9日死去。享年70。墓所は柴田家菩提寺の大光寺（柴田町）にある。

## エピソード
父・朝意は、寛文11年1月、寛文事件に絡み、幕府の審問を受けるため江戸へ上る途中、柴田郡槻木宿に宗意を呼び寄せた。宗意は江戸への同伴を願ったが、朝意はこれを拒絶し「後のことはその方に任せる」旨の書状を与えた。これが父子の今生の別れとなり、書状は事実上の遺言状になった。
主君伊達綱村は、専制政治がもとで、伊達家一族や家臣団との対立をたびたび引き起こしたが、宗意は綱村の信頼厚く、隠居後も柴田屋敷に綱村が訪れるなど親密な関係だったという。
妻の於勝は、江戸にいた黒崎市郎右衛門定能なる浪人の娘とされ、於勝11歳の時、江戸番頭にあった柴田朝意が国元へ連れ帰ってきたとされる。

## 系譜
- 曾祖父：長宗我部元親

- 祖母：阿古姫（長宗我部元親の三女）
- 父：柴田朝意
- 母：申（おさるの方、秀養院）
  - 異母妹：りん（奥山常信室）
  - 異母弟：伊藤氏親
  - 異母弟：真山輔義

- 妻：於勝（黒崎市郎右衛門定能の娘）
  - 嫡男：宗僚
  - 養子：柴田宗理（真山庄次郎）真山輔義の息子。宗僚早世のため、柴田家の家督を相続